# 拉策堡大教堂

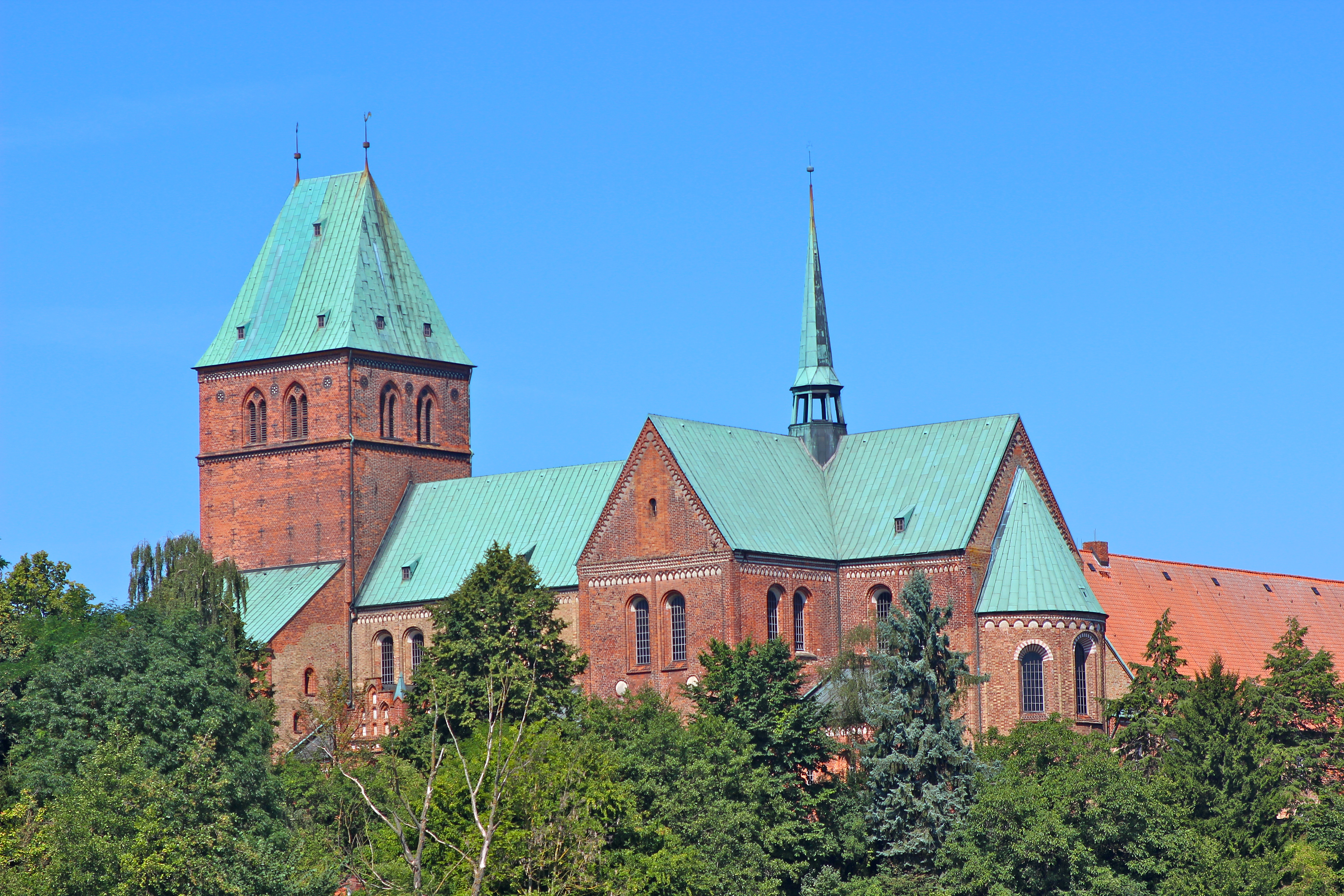

53°42′14″N 10°46′30″E / 53.70389°N 10.77500°E
拉策堡大教堂（德語：Ratzeburger Dom）是位於德國城市拉策堡的一座教堂。拉策堡大教堂始建於1160年，教堂內的管風琴十分著名。

## 外部連結
- 官方网站